# المالكوها الزرقاء
المالكوها الزرقاء أو الأصفر الصاخب (Ceuthmochares aereus) هي نوع من الوقواق في عائلة Cuculidae. كانت تعتبر في السابق نوعًا واحدًا مع المالكوها الخضراء حتى تم فصلها في عام 2016. وهي موزعة على نطاق واسع عبر الغابات الاستوائية الإفريقية.

## الوصف
يمتلك المالكوها الزرقاء بطنًا ورأسًا وحلقًا رماديًا ومنقارًا أصفر ثقيلًا، ولكن الأنواع الفرعية تظهر بعض الاختلافات في لون الريش. يتميز C. aereus aereus بذيل وأجنحة وظهر أخضر مزرق، بينما يتميز C. aereus flavirostris بذيل وأجنحة وظهر أزرق.
يتغذى المالكوها الزرقاء أساسًا على الحشرات، خاصة اليرقات والخنافس والجداجد والجنادب؛ كما يتناول الضفادع والرخويات والثمار والبذور والأوراق. يتحرك عبر النباتات المتشابكة بسلسلة من القفزات الصغيرة، ممسكًا بفريسته أثناء تنقله. يرافق الطيور الأخرى والسناجب، ليتناول الحشرات التي تطردها هذه الحيوانات.
على عكس بعض أنواع الوقواق الأخرى، فإن المالكوها الزرقاء ليست طفيلي حضانة، بل تعتني بصغارها بنفسها. تضع بيضتين بيضاء وكريمية في عش عبارة عن كتلة خشنة من العيدان معلقة على ارتفاع يتراوح بين 2-5 أمتار فوق الأرض. يعتني كلا الوالدين بالصغار.
يعتبر المالكوها الزرقاء نوعًا غير شائع ونادر الملاحظة بسبب سلوكه السري. ومع ذلك، لا يُعتبر مهددًا، ويُصنف على أنه أقل قلق من قبل الاتحاد الدولي لحفظ الطبيعة.

## الأنواع الفرعية
يمتلك المالكوها الزرقاء نوعين فرعيين:
- C. a. flavirostris (سوانسون, 1837) - من غامبيا إلى جنوب غرب نيجيريا
- C. a. aereus (بيير فيو, 1817) - من نيجيريا إلى غرب كينيا، وشمال زامبيا وأنغولا، وبيوكو

## روابط خارجية
- باين، ر.ب (2005) الوقواق. مطبعة جامعة أكسفورد: أكسفورد (ردمك 0-19-850213-3)